# Jones Creek (Texas)
Jones Creek est un village, fondé en 1873, situé au sud du comté de Brazoria, au Texas, aux États-Unis,.

## Démographie
Lors du recensement de 2010, la ville comptait une population de 2 020 habitants. Elle est estimée, le 1er juillet 2019, à 339 habitants.

### Source de la traduction
- (en) Cet article est partiellement ou en totalité issu de l’article de Wikipédia en anglais intitulé « Jones Creek, Texas » (voir la liste des auteurs).